# Romuald Tesarowicz
Romuald Tesarowicz (ur. 2 lutego 1952 w Zielonej Górze, zm. 15 października 2017 w Milanówku) – polski śpiewak operowy (bas), występujący w kraju i za granicą, specjalizujący się w wielkim basowym repertuarze rosyjskim i włoskim.

## Wykształcenie i nagrody w konkursach wokalnych
Absolwent Państwowej Średniej Szkoły Muzycznej w Zielonej Górze, gdzie uczył się śpiewu pod kierunkiem Lidii Gawrylarz, uzyskał także dyplom kontrabasisty.
Laureat nagród w konkursach wokalnych:
- 1981: II nagroda na Ogólnopolskim Konkursie Wokalistyki Operowej im. Adama Didura[3];
- 1981: Złoty Medal i Nagroda Roncorogniego na konkursie wokalnym Voci Verdiane w Busseto,
- 1982: Grand Prix i nagrodę publiczności XXI Festiwalu Moniuszkowskiego w Kudowie Zdroju;
- 1982: II nagroda na Międzynarodowym Konkursie Wokalnym im. Francisco Viñasa w Barcelonie[4].

W latach 1972–1980 solista Centralnego Zespołu Wojska Polskiego w Warszawie (obecnie Reprezentacyjny Zespół Artystyczny Wojska Polskiego).

## Kariera operowa
Zadebiutował na scenie Opery Śląskiej w Bytomiu partią Skołuby w marcu 1981 w Strasznym dworze S. Moniuszki. W latach 1980–1983 solista Opery Śląskiej w Bytomiu, na tej scenie śpiewał także m.in. Ferranda w Trubadurze G. Verdiego, Hrabiego Rudolfa w Lunatyczce V. Belliniego, Arcykapłana w Czarodziejskim flecie W.A. Mozarta i Archiereiosa w Królu Rogerze K. Szymanowskiego.
W latach 1983–1991 solista Teatru Wielkiego w Łodzi, gdzie kreował m.in. tytułowego Mefistofelesa A. Boito, Gremina w Eugeniuszu Onieginie P. Czajkowskiego, Kardynała de Brogni w Żydówce J. Halev’ego, Zachariasza w Nabuccu i Króla Filipa w Don Carlosie G. Verdiego, Pimena w Borysie Godunowie M. Musorgskiego, Wotana w Walkirii R. Wagnera.
Występował także w Teatrze Wielkim w Poznaniu, gdzie wykonał m.in. Zarastra w Czarodziejskim flecie W.A. Mozarta, Angelottiego w Tosce G. Pucciniego oraz tytułowego Borysa Godunowa w dziele M. Musorgskiego (w reż. M. Weissa-Grzesińskiego).
Na scenie Teatru Wielkiego – Opery Narodowej po raz pierwszy wystąpił jako Stolnik w Halce S. Moniuszki (1983). Zaśpiewał tam. m.in. Orovesa w Normie V. Belliniego, Mefista w Fauście C. Gounoda, Banca w Makbecie i Króla Filipa w Don Carlosie, Skołubę w Strasznym dworze S. Moniuszki, Gremina w Eugeniuszu Onieginie P. Czajkowskiego, Komandora w Don Giovannim W.A. Mozarta, Brandela w Potępieniu Fausta H. Berlioza. Wziął udział (Skołuba) w nagraniu Strasznego dworu S. Moniuszki pod dyrekcją Jacka Kapszyka (dla EMI Classics).
Bardzo często występował za granicą. W 1986 r. podczas uroczystego otwarcia Teatro Vittorio Emmanuele w Messynie śpiewał Gremina w Eugeniuszu Onieginie P. Czajkowskiego oraz Rajmunda w Łucji z Lammermoor G. Donizettiego. We Włoszech śpiewał także m.in. w Operze Rzymskiej: Maluta Skuratow w Carskiej narzeczonej N. Rimskiego-Korsakowa i w mediolańskiej La Scali Sałtan w Bajkach o carze Sałtanie N. Rimskiego-Korsakowa, 1989.
W 1989 r., związał się z paryską Opéra-Bastille od momentu jej otwarcia, wykonywał tam takie partie jak: Papież w Benvenuto Cellinim H. Berlioza, Suryn w Damie pikowej P. Czajkowskiego (w reż. A.Michałkowa-Konczałowskiego pod batutą Myung-Whun Chunga), Zachariasza w Nabuccu G. Verdiego.
W 1992 zaśpiewał w Lady Makbet mceńskiego powiatu D. Szostakowicza (1992), pod batutą Myung-Whun Chunga, spektakl został zarejestrowany przez Deutsche Grammophon. Na scenie paryskiej kreował także role w Madame Butterfly G. Pucciniego (w reż. Roberta Wilsona), Tosce, Otellu (partia Lodovica, u boku Placida Dominga, Ernanim (de Silva pod dyrekcją Georga Soltiego). W 1990 r. wziął udział w koncertowym wykonaniu Wesela I. Strawińskiego w Paryżu (pod Siemionem Byczkowem). W Operze w Marsylii zaśpiewał Chana Kończaka w Kniaziu Igorze A. Borodina w Marsylii (1997). Występował też w operze w Lyonie (Wurm w Luizie Miller, Ramfisa w Aidzie, Ferranda w Trubadurze oraz Banka w Makbecie G. Verdiego, Timura w Turandot G. Pucciniego, śpiewał pod dyrekcją Mauricio Areny, Siemona Byczkowa, Kenta Nagano), w operze w Tuluzie, na festiwalach operowych w Orange i Carcassonne.
Wziął udział w koncertowym wykonaniu Wojny i pokoju S. Prokofjewa pod dyrekcją M. Rostropowicza w paryskiej Salle Pleyel, wystąpił tam także w Requiem G. Verdiego (pod dyrekcją G. Rożdiestwienskiego). Pod dyrekcją M. Rostropowicza wziął udział w wykonaniach w Waszyngtonie (w Centrum Kennedy’ego z amerykańską National Symphony Orchestra, 1987) i Paryżu (1988), a także rejestracji dla Erato partii Warłama w Borysie Godunowie M. Musorgskiego (obok Ruggiera Raimondiego, Nicolaia Geddy i Galiny Wiszniewskiej). Wziął udział w rejestracji satyrycznej kantaty D. Szostakowicza Rajok (Erato, 1989).
Występował w Stuttgarcie, Taorminie na Sycylii, Montrealu, Pekinie, Petersburgu, Skandynawii, Stanach Zjednoczonych i krajach Ameryki Środkowej.
W 1998 roku na Festiwalu Casalsa w Portoryko śpiewał partię Zachariasza w Nabuccu, a w 1999 roku Króla Filipa w Don Carlosie i partię solową w Credo K. Pendereckiego.
W 1989 r. wziął udział w filmie Andrzeja Żuławskiego Borys Godunow (rola Warłama).
Śpiewał rozległy repertuar oratoryjno-kantatowy (m.in. dzieła J.S. Bacha, G.F. Händla, J. Haydna, G. Verdiego), pieśni kompozytorów polskich, francuskich, rosyjskich i niemieckich oraz muzykę współczesną. Występował w wielu dziełach K. Pendereckiego: Te Deum i Pasji według św. Łukasza, Polskim Requiem, Siedmiu bramach Jerozolimy, Credo. Kilkukrotnie zarejestrował Siedem bram Jerozolimy K. Pendereckiego, nagrał Missa pro pace W. Kilara.

## Dyskografia
Opery:
- Stanisław Moniuszko, Straszny dwór, Adam Kruszewski, Iwona Hossa, Anna Lubańska, Krzysztof Szmyt, Dariusz Stachura, Piotr Nowacki, Stefania Toczyska, Zbigniew Macias, Romuald Tesarowicz, Agnieszka Zwierko, Jacek. Parol, dyr. Jacek Kaspszyk, Orkiestra Teatru Wielkiego w Warszawie, EMI Classics
- Modest Musorgski Borys Godunow; Ruggero Raimondi, Kenneth Riegel, Wiaczesław Połosow, Paul Plischka, Galina Wiszniewska, Romuald Tesarowicz, Nicolai Gedda, Misza Raitzin, Catherine Dubosc, Matthew Fish, Lajos Miller, National Washington Symphony Orchestra, dyr. Mstisław Rostropowicz; film w reż. Andrzeja Żuławskiego, Erato 2292-45418-2 (3 CD, Album + Box), 1991,
- Dmitrij Szostakowicz Lady Makbet mceńskiego powiatu; Maria Ewing, Aage Haugland, Sergei Larin, Philip Langridge, Kristine Ciesinski, Romuald Tesarowicz, Heinz Zednik, Kurt Moll, Carlos Alvarez, Anatoli Koczerga, Elena Zaremba Orchestre de l’Opera Bastille, dyr. Myung-Whun Chung; Deutsche Grammophon 1993 r., B003PN5U5E
- Dmitrij Szostakowicz Rajok; Nicola Ghiuselev, Nikita Storojev, Romuald Tesarowicz, Arcadi Volodos, dyr. i fortepian Mstisław Rostropowicz Ensemble Vocale Audite Nova; Erato ECD 75571 1989 r.
- Siergiej Prokofjew Wojna i pokój; Galina Wiszniewska, Catherine Ciesinski, Nicolai Gedda, Nicola Guselev, Lajos Miller, Wiesław Ochman, Misza Raitzin, Romuald Tesarowicz, Stefania Toczyska, Orchestre National de France, dyr. Mstisław Rostropowicz; Erato
- Gioachino Rossini Cyrulik sewilski; Leo Nucci, William Matteuzzi, Francesca Franci, Romuald Tesarowicz, Alfredo. Mariotti, dyr. Gabriele Ferro, film RAI; VHS: Polyphon[6]
- Gioachino Rossini Semiramida; Cheryl Studer, Jennifer Larmore, Samuel Ramey, Frank Lopardo, Julia Faulkner, Jan-Hendrik Rootering, Octavio Arévalo, Romuald Tesarowicz, Ambrosian Opera Chorus, London Symphony Orchestra, dyr. Ion Marin; Deutsche Grammophon, 1992
- Gioachino Rossini Semiramida; C. Studer, J. Larmore, S. Ramey, F. Lopardo, J. Faulkner, J.-H.Rootering, O. Arévalo, R. Tesarowicz, Ambrosian Opera Chorus, London Symphony Orchestra, dyr. Ion Marin; Deutsche Grammophon 1992;
- Karol Szymanowski: Król Roger, Wojciech Drabowicz, Piotr Beczała, Olga Pasiecznik, Krzysztof Szmyt, Romuald Tesarowicz, Stefania Toczyska, Orkiestra. TW-ON, dyr. Jacek Kaspszyk), Accord/Opera Narodowa, ACD 131-2, DDD, 79’11”, 2004 r.
- Giuseppe Verdi Luiza Miller; June Anderson, Susanna Anselmi, Taro Ichihara, Paul Plishka, Romuald Tesarowicz, Eduard Tumagian, Opera National de Lyon, dyr. Maurizio Arena; Kultur 1988 r. (DVD)
- Giuseppe Verdi Nabucco; Ghena Dimitrova, Livia Budai, Alain Fondary, Romuald Tesarowicz, Taro Ichihara, Orchestre Philharmonique de Strasbourg, dyr. Thomas Fulton, Orange Festival; 1989 (DVD)

Dzieła oratoryjne:
- Wojciech Kilar Missa pro pace; Izabela Kłosińska, Jadwiga Rappé, Charles Daniels, Romuald Tesarowicz, Orkiestra Symfoniczna i Chór Filharmonii Narodowej w Warszawie, dyr. Kazimierz Kord; CD Accord ACD 079-2 (2001)
- Wolfgang Amadeus Mozart, Requiem (uroczysta Msza św. w pierwszą rocznicę śmierci Jana Pawła II), Iwona Hossa, Urszula Kryger, Adam Zdunikowski, Romuald Tesarowicz, Chór i Orkiestra Filharmonii Łódzkiej im. A. Rubinsteina, dyryguje Tadeusz Wojciechowski. DUX, 9555 (DVD), wyd. przed 2006 r.
- Krzysztof Penderecki, Pasja według św. Łukasza, Izabela Kłosińska, Adam Kruszewski, Romuald Tesarowicz, Krzysztof Kolberger, Jarosław Malanowicz, Warszawski Chór Chłopięcy, dyr. A. Wit, Chór i Orkiestra Filharmonii Narodowej w Warszawie, Naxos 8.557149 (2003)
- Krzysztof Penderecki Siedem bram Jerozolimy; Bożena Harasimowicz-Haas, Izabella Kłosińska, Ewa Podleś, Wiesław Ochman, Romuald Tesarowicz, Gustaw Holoubek, Orkiestra Symfoniczna i Chór Filharmonii Narodowej w Warszawie, dyr. Kazimierz Kord; CD Accord ACD 036-2, 2000.
- Krzysztof Penderecki Siedem bram Jerozolimy; Bożena Harasimowicz-Haas, Izabela Kłosińska, Agnieszka Rehlis, Adam Zdunikowski, Romuald Tesarowicz, Boris Carmeli, Penderecki Festival Orchestra, Chór Filharmonii Narodowej w Warszawie, dyr. Krzysztof Penderecki; Arthaus Musik 100 008 Naxos, 2000 r., DVD
- Krzysztof Penderecki, Siedem bram Jerozolimy, Olga Pasiecznik, Aga Mikolaj, Ewa Marciniec, Wiesław Ochman, Romuald Tesarowicz, Boris Carmeli, dyr. Antoni Wit, Chór i Orkiestra Filharmonii Narodowej w Warszawie, Naxos 8.557766 (2006)
- Krzysztof Penderecki Siedem bram Jerozolimy; Bożena Harasimowicz-Haas, Izabela Kłosińska, Jadwiga Rappé, Wiesław Ochman, Romuald Tesarowicz, Boris Carmeli, Orkiestra Symfoniczna i Chór Filharmonii Narodowej w Warszawie, dyr. Kazimierz Kord; Wergo WER 6647 2, 2000, live, Musikverein, Wiedeń;

Płyty recitalowe:
- Romuald Tesarowicz – album arii operowych; Sinfonia Varsovia, dyr. Jerzy Katlewicz, Filippo Zigante; CDaperto 86405, 1990 r.[7]
- Romuald Tesarowicz, Ten zegar stary…,Orkiestra Symfoniczna Filharmonii Zielonogórskiej, dyr. Cz. Grabowski, DUX 0624, DDD, 61’34”, 2007